# Kopa Antiano 2008
De Kopa Antiano 2008 was de 47ste editie van het voetbalkampioenschap van de Nederlandse Antillen, waarmee de twee Antilliaanse inschrijvingen bepaald worden voor de CONCACAF Champions League. De twee beste ploegen van Bonaire en Curaçao waren vertegenwoordigd en speelden twee pre-finalerondes, waarbij de ploegen van het ene eiland tegen die van het andere eiland spelen. Hierbij speelt de kampioen van Bonaire twee thuiswedstrijden terwijl de vicekampioen van Bonaire twee uitwedstrijden speelt. 
De finale werd op 19 september op Curaçao in Ergilio Hato Stadion gespeeld. Centro Barber wist voor de zeven achtereenvolgende keer beslag te leggen op de titel en verlengde hiermee het eigen record van zes titels. In de finale werd de kampioen van Bonaire Juventus met 1-0 verslagen. Juventus werd voor de zesde keer in zijn bestaan verliezend finalist van de Kopa Antiano.

## Deelnemers
- Vicekampioen Curaçao:Centro Barber
- Kampioen Curaçao: UNDEBA
- Vicekampioen Bonaire: Real Rincon
- Kampioen Bonaire: Juventus

### Pre-finale
|                        |                                                          |       |             |                      |
| 5 september 2008 20:00 | UNDEBA                                                   | 3 - 0 | Real Rincon | Ergilio Hato Stadion |
| 5 september 2008 20:00 | Daymon Lodovica 3' Luigison Doran 22' Luigison Doran 49' |       |             | Ergilio Hato Stadion |

|                        |                                          |       |                                    |               |
| 5 september 2008 20:00 | Juventus                                 | 2 - 3 | Centro Barber                      | Stadion Playa |
| 5 september 2008 20:00 | Suehendley Barzey Berjantico Emerenciana |       | Shayron Bernardus Joshua Bicentini | Stadion Playa |

|                         |               |       |             |                                        |
| 14 september 2008 20:00 | Centro Barber | 1 - 1 | Real Rincon | Ergilio Hato Stadion Toeschouwers: 150 |
| 14 september 2008 20:00 |               |       |             | Ergilio Hato Stadion Toeschouwers: 150 |

|                         |          |       |        |               |
| 14 september 2008 20:00 | Juventus | 3 - 1 | UNDEBA | Stadion Playa |
| 14 september 2008 20:00 |          |       |        | Stadion Playa |

### Finale
|                         |                 |           |          |                                        |
| 19 september 2008 20:00 | Centro Barber   | 1 - 0     | Juventus | Stadion Ergilio Hato Toeschouwers: 800 |
| 19 september 2008 20:00 | Djarston Torbed | (verslag) |          | Stadion Ergilio Hato Toeschouwers: 800 |